# Лешниця (Ормож)
Лешниця (словен. Lešnica) — поселення в общині Ормож, Подравський регіон‎, Словенія.